# Zrinka Ljutić
Zrinka Ljutić (* 26. Januar 2004 in Zagreb) ist eine kroatische Skirennläuferin. Sie ist auf die Disziplinen Riesenslalom und Slalom spezialisiert.

## Biografie
Ljutić wird von ihrem Vater Amir trainiert, einem aus Banja Luka stammenden Schiffsingenieur, und ist die zweitälteste von vier Geschwistern. Aufgewachsen ist sie in Zagreb. Sie machte erstmals im Januar 2018 auf sich aufmerksam, als sie beim renommierten FIS Children Cup in der U-14-Kategorie sowohl den Riesenslalom als auch den Slalom gewann. Zwei Jahre später gelang ihr dasselbe in der Kategorie U-16. Im November 2020 nahm sie im Alter von 16 Jahren erstmals an FIS-Rennen teil, einen Monat später folgte bereits ihr Debüt im Europacup. Am 20. Dezember 2020 startete sie in Semmering erstmals bei einem Weltcuprennen. Nur zwei Wochen später, am 3. Januar 2021, überraschte sie mit Platz 33 und einer knapp verpassten Qualifikation für den zweiten Durchgang beim Weltcupslalom von Zagreb.
Nach drei Top-10-Ergebnissen in Europacuprennen gelang Ljutić am 26. Januar 2021, ihrem 17. Geburtstag, im Slalom von Zell am See der erste Sieg auf dieser Stufe. Ein weiterer Europacupsieg folgte sieben Tage später im Riesenslalom von Krvavec. Ihr ungewöhnlich rascher Aufstieg führte in den kroatischen Medien zu Vergleichen mit Janica Kostelić, die als ihre Beraterin tätig ist. In der Saison 2021/22 startete Ljutić regelmäßig im Weltcup und holte am 9. Januar 2022 mit Platz 26 im Slalom von Zagreb erstmals Weltcuppunkte. Sie nahm an den Olympischen Winterspielen 2022 teil, wo sie die Ränge 25 im Slalom und 28 im Riesenslalom erzielte. Bei den anschließenden Juniorenweltmeisterschaften 2022 in Panorama gewann sie die Goldmedaille im Slalom, hinzu kam die Bronzemedaille im Riesenslalom. Als amtierende Juniorenweltmeisterin war sie für das Weltcupfinale in Méribel startberechtigt und fuhr dort im Slalom überraschend auf Platz fünf.
In der Weltcupsaison 2022/23 konnte sich Ljutić vor allem in den Slalomrennen kontinuierlich steigern. Nach drei Top-10-Ergebnissen zu Beginn des Winters gelang ihr am 29. Januar 2023 mit Platz 3 im Slalom von Špindlerův Mlýn die erste Podestrangierung in einem Weltcuprennen, hinter Lena Dürr und Mikaela Shiffrin. In der Saison 2023/24 gelangen ihr drei weitere Podestplätze, jeweils zweite Plätze in Slaloms. Auch im Riesenslalom machte sie in dieser Saison große Fortschritte und erreichte mehrere Top-10-Platzierungen in dieser Disziplin.
Zu Beginn der Saison 2024/25 feierte Ljutić am 30. November 2024 mit dem zweiten Platz in Killington ihren ersten Podestplatz im Riesenslalom. Knapp einen Monat später, am 29. Dezember, gewann sie den Slalom am Semmering; es war dies der erste Weltcupsieg einer Kroatin seit Janica Kostelić im Jahr 2006. Eine Woche später, am 5. Januar 2025, siegte Ljutić auch im Slalom von Kranjska Gora und übernahm die Führung sowohl im Slalom- als auch im Gesamtweltcup. Am 30. Januar 2025 konnte sie den Slalom von Courchevel, das letzte Weltcuprennen vor der alpinen Ski-WM in Saalbach-Hinterglemm, mit einem Vorsprung von 1,26 Sekunden auf Sara Hector gewinnen. Sie beendete die Saison mit dem Sieg im Slalom- und dem 4. Platz im Gesamtweltcup.

## Privates
Ihr Bruder Tvrtko sowie ihre Schwester Dora Ljutić sind ebenfalls als Skirennläufer aktiv.

## Erfolge

### Olympische Spiele
- Peking 2022: 25. Slalom, 28. Riesenslalom

### Weltmeisterschaften
- Méribel 2023: 17. Riesenslalom
- Saalbach-Hinterglemm 2025: 8. Riesenslalom, 9. Slalom

### Weltcup
- 9 Podestplätze, davon 3 Siege:

| Datum             | Ort           | Land       | Disziplin |
| ----------------- | ------------- | ---------- | --------- |
| 29. Dezember 2024 | Semmering     | Österreich | Slalom    |
| 5. Januar 2025    | Kranjska Gora | Slowenien  | Slalom    |
| 30. Januar 2025   | Courchevel    | Frankreich | Slalom    |

### Weltcupwertungen
| Saison  | Gesamt | Gesamt | Riesenslalom | Riesenslalom | Slalom | Slalom |
| Saison  | Platz  | Punkte | Platz        | Punkte       | Platz  | Punkte |
| ------- | ------ | ------ | ------------ | ------------ | ------ | ------ |
| 2021/22 | 81.    | 50     | –            | –            | 30.    | 50     |
| 2022/23 | 41.    | 208    | 40.          | 18           | 12.    | 190    |
| 2023/24 | 13.    | 560    | 10.          | 239          | 8.     | 321    |
| 2024/25 | 4.     | 816    | 8.           | 275          | 1.     | 541    |

| Datum             | Ort         | Land       | Disziplin    |
| ----------------- | ----------- | ---------- | ------------ |
| 26. Januar 2021   | Zell am See | Österreich | Slalom       |
| 2. Februar 2021   | Krvavec     | Slowenien  | Riesenslalom |
| 11. Dezember 2022 | Andalo      | Italien    | Riesenslalom |

### Juniorenweltmeisterschaften
- Panorama 2022: 1. Slalom, 3. Riesenslalom, 5. Alpine Kombination, 25. Super-G